# Piz Turettas
Piz Turettas är en bergstopp i Schweiz.   Den ligger i regionen Engiadina Bassa/Val Müstair och kantonen Graubünden, i den östra delen av landet, 220 km öster om huvudstaden Bern. Toppen på Piz Turettas är 2 958 meter över havet, eller 802 meter över den omgivande terrängen. Bredden vid basen är 14,5 km.
Terrängen runt Piz Turettas är varierad. Runt Piz Turettas är det glesbefolkat, med 11 invånare per kvadratkilometer.. Närmaste större samhälle är Müstair, 9,3 km nordost om Piz Turettas. 
Trakten runt Piz Turettas består i huvudsak av gräsmarker.